# Peter-Joseph-Krahe-Preis

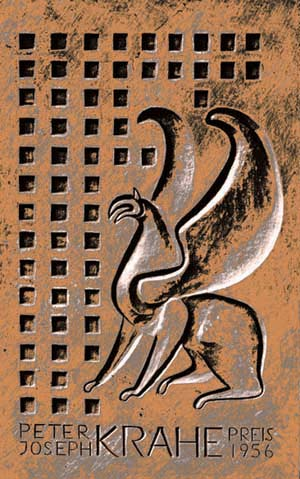
Plakette von 1956

Der Peter-Joseph-Krahe-Preis ist ein Architekturpreis der Stadt Braunschweig, der 1954 erstmals verliehen wurde und derzeit in der Regel alle fünf Jahre verliehen wird.
Der Preis wird im Gedenken an den deutschen Architekten Peter Joseph Krahe (1758–1840) verliehen. Krahe war von 1803 bis 1840 herzoglicher Kammer- und Klosterrat in Braunschweig und seit 1813 Oberbaudirektor.
Zudem wird er in Anerkennung und zur Förderung der Leistungen auf dem Gebiet der Architektur, des Ingenieurbaus und der Garten- und Landschaftsgestaltung in der Stadt Braunschweig verliehen. Ausgezeichnet werden die Architekten und die Bauherren. Seit 2015 wird gemeinsam mit dem Peter-Joseph-Krahe-Preis ein Sonderpreis verliehen.
An die Preisträger werden ein Preisgeld, eine Urkunde und Plaketten aus Bronze verliehen, die an die Fassaden angebracht werden können. Entworfen wurde sie vom Bildhauer Bodo Kampmann (1913–1978) und zeigt einen stilisierten Greif vor einer stilisierten modernen Hausfassade. Das Greifmotiv ist eine Anlehnung an die Greife, die an der von Krahe entworfenen Villa Salve Hospes zu finden sind. Es kombiniert somit die Moderne mit der Historie.

## Preisträger

### 2004
Preise:

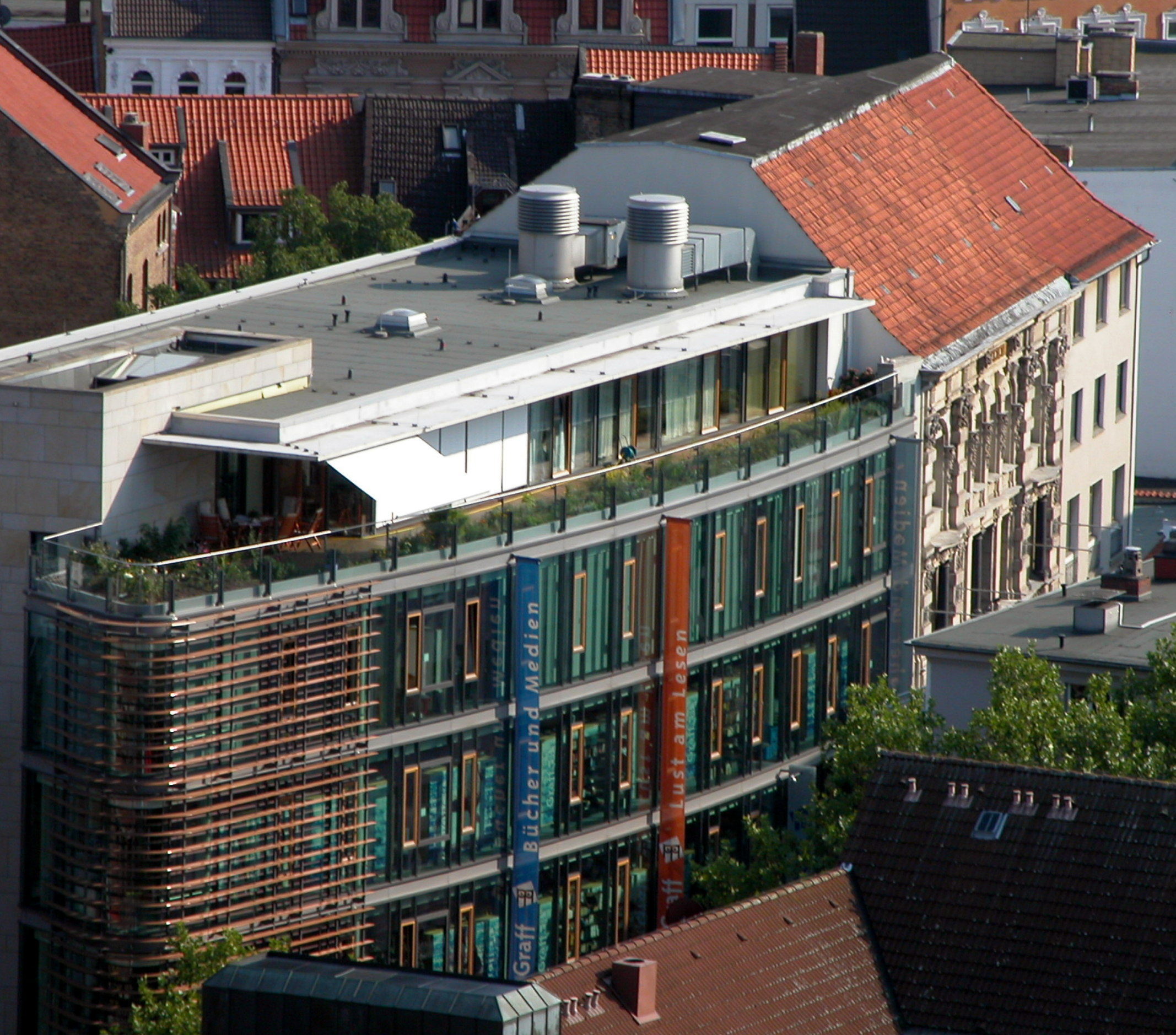
Langerfeldt-Haus, Sack 15

- Neubau VW-Bank – Konferenz- und Finanzcenter, Schmalbachstraße 1
- Neubau Langerfeldt-Haus, Sack 15
- Neubau Architekturpavillon der TU Braunschweig, Pockelsstraße 4
- Neubau Nahverkehrsbahnhof, Berliner Platz

Lobende Erwähnungen:
- Neubau Einfamilienhaus, Unter den Schieren Bäumen 30
- Innerer Umbau Verlagsgebäude, Neckarstraße 7

### 2009
Preise:

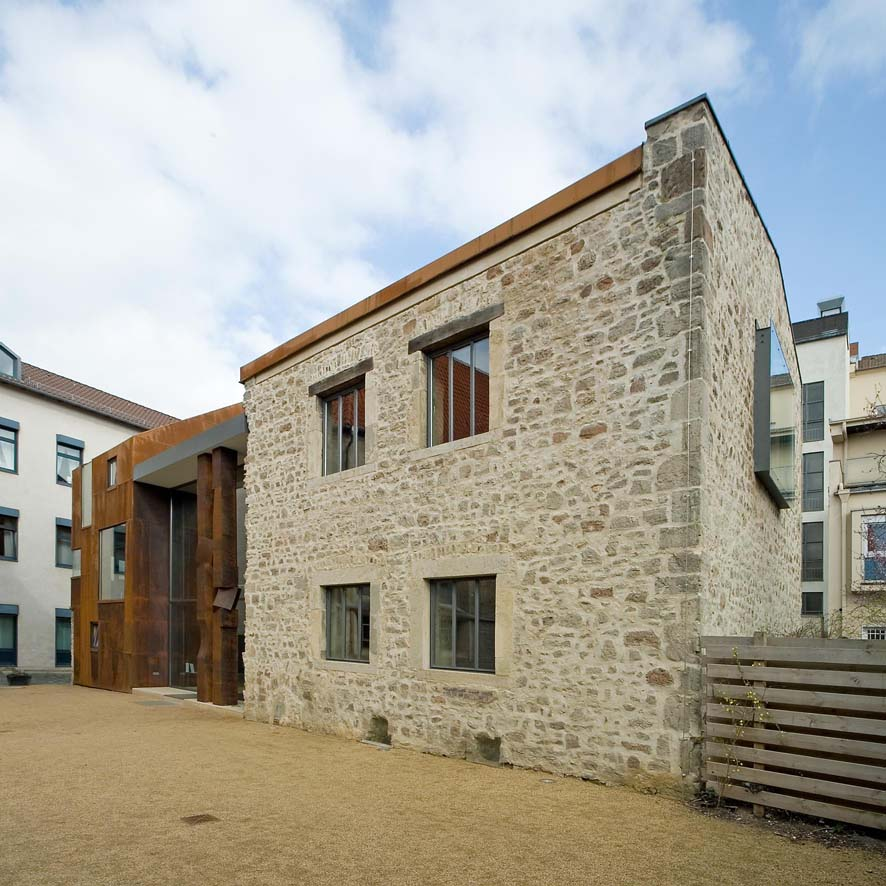
Jakob-Kemenate

- Neubau Mehrfamilienhaus, Bammelsburger Straße 1
- Neubau Einkaufszentrum Schloss-Arkaden, Platz am Ritterbrunnen 1
- Restaurierung und Erweiterung Jakob-Kemenate, Eiermarkt 1A
- Umbau zum Studienservice-Center, Pockelsstraße 11
- Neubau Grundschule, Am Schwarzen Berge 73

Lobende Erwähnung:
- Neubau Bürogebäude, Hinter Liebfrauen 2A

### 2015
Preise:
- St. Leonhards-Garten
- Jugendherberge Braunschweig
- Herzog Anton Ulrich-Museum
- Stadthaus Petri
- Aula Lessinggymnasium

Sonderpreise:

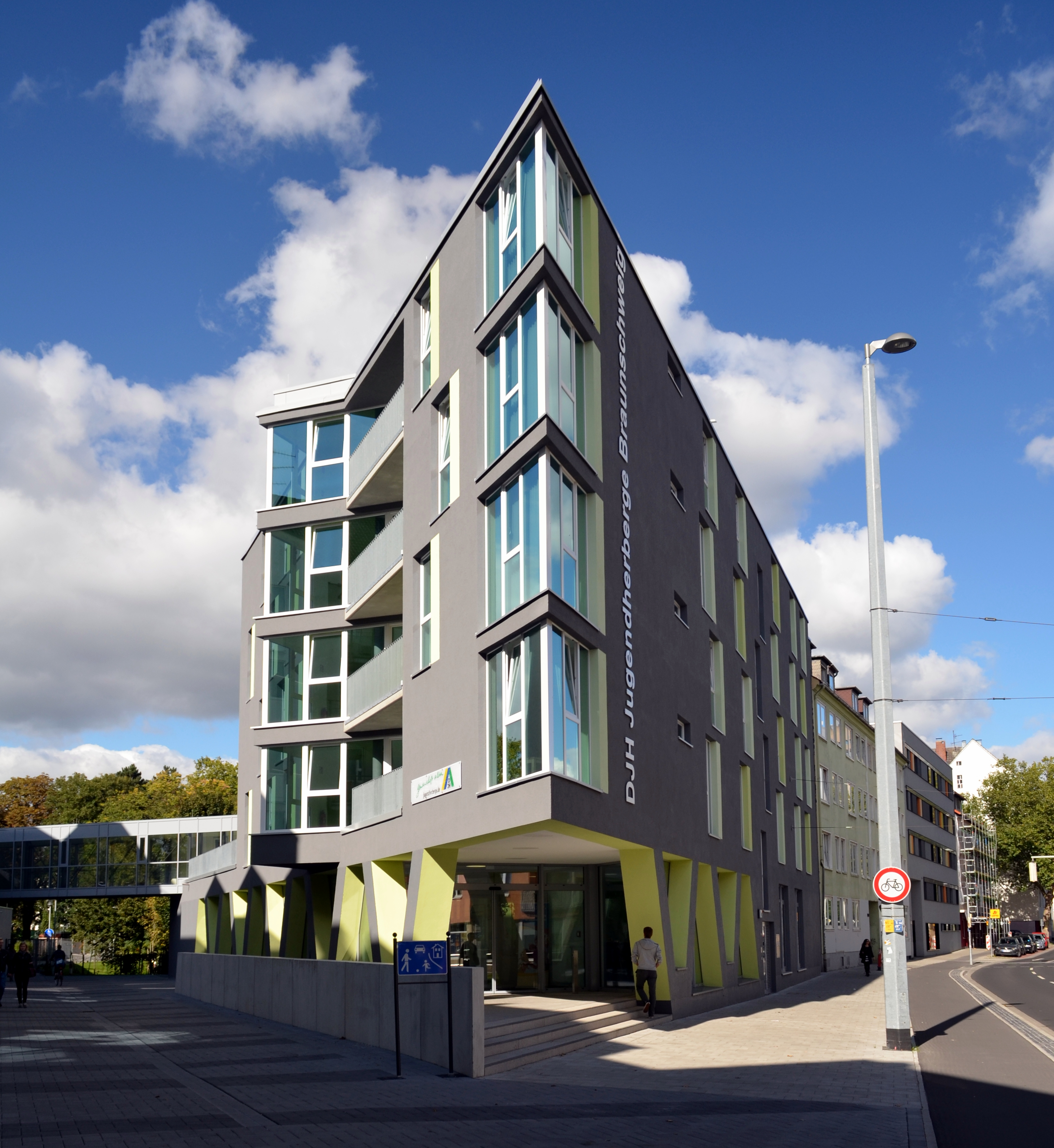
Jugendherberge

- Umkleidekubus im Freie Turner Stadion
- Kemenate Hagenbrücke

Lobende Erwähnungen:
- Wasserwelt Braunschweig
- Wilhelm-Bracke-Gesamtschule
- Universum Kino
- Erweiterung Martino-Katharineum

### 2020
Preise:

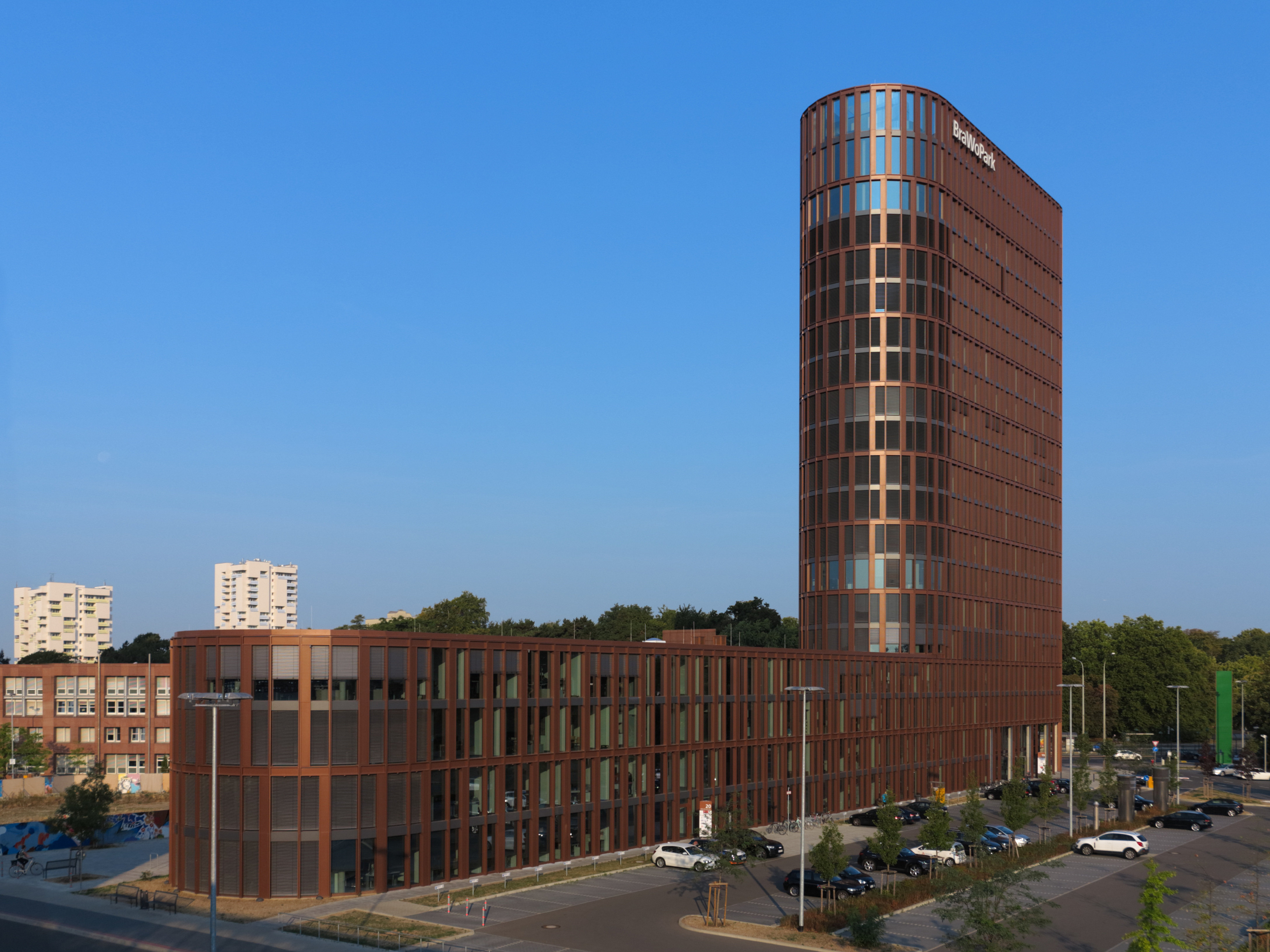
Businesscenter II im BraWoPark

- Kasino des DLR Braunschweig, Lilienthalplatz 7, 38108 Braunschweig (Architekten: HTP Hidde Timmermann-Architekten)
- Businesscenter II, Willy-Brandt-Platz 18–19, 38102 Braunschweig (Architekten: STAUTH | Architekten PartGmbB)
- Wohnungslosenhilfe Münchenstraße, Münchenstraße 11 a, 38118 Braunschweig (Architekten: Ottinger Architekten)

Sonderpreise:
- Kletterhalle, Westbahnhof 3, 38116 Braunschweig (Architekten: Niels Könekamp/Wolfgang Mügge)
- Soziokulturelles Konzept am Westbahnhof, Blumenstraße 20, 38118 Braunschweig (Architekten: WELPvonKLITZING)
- Industrieforum Ringgleis (Architekten: BREDERLAU + HOLIK)

Lobende Erwähnungen:
- Erweiterung Berufsbildende Schule V, Kastanienallee 71, 38102 Braunschweig (Architekten: WELPvonKLITZING)
- Sanierung und Ausbau Reihenhäuser Klostergang (Architekten: Dipl.-Ing. Architekt Bernd Grigull)